# 川口市立岸川中学校
川口市立岸川中学校（かわぐちしりつ きしかわちゅうがっこう）は、埼玉県川口市安行領根岸にある公立中学校。

## 概要
川口市は公立学校選択制を取り入れているが、川口市教育委員会の方針によって2014年度の新入生より学区外からの通学でも自転車通学は禁止になった。

ｔ

## 沿革
- 1974年
  - 4月1日 - 開校
  - 5月1日 - 川口市立芝東中学校から一部が移籍[2]
  - 6月10日 - 校章制定（この日を開校記念日とする）[3]

## 教育目標
- 自ら学ぶ生徒
- 思いやりのある生徒
- たくましい生徒
- 奉仕を尊ぶ生徒[4]

## 部活動

### 運動部
- 野球部
- サッカー部
- 男子ソフトテニス部
- 女子ソフトテニス部
- 男子バスケットボール部
- 女子バスケットボール部
- 女子バレーボール部
- 男子卓球部
- 女子卓球部
- 男子剣道部
- 女子剣道部
- 男子バドミントン部
- 女子バドミントン部

### 文化部
- 吹奏楽部
- 美術部
- 家庭科部
- 総合文化部[5]

## 通学区域
- 安行領根岸 - 一部
- 上青木6丁目 - 一部
- 前川町2丁目 - 全域
- 前川町3丁目 - 全域
- 前川町4丁目 - 全域
- 前上町 - 一部
- 前川1丁目 - 一部
- 前川2丁目 - 全域
- 前川3丁目 - 全域
- 前川4丁目 - 全域
- 柳根町 - 一部[6]

## 卒業生
- 石井義人 - 元プロ野球選手